# Mount Boyer
Mount Boyer ist rund 1500 m hoher Berg im westantarktischen Ellsworthland. Er ragt etwa 1,5 km südwestlich des Mount Becker in den Merrick Mountains auf.
Kartografisch erfasst wurde er durch Vermessungen des United States Geological Survey und mithilfe von Luftaufnahmen der United States Navy zwischen 1961 und 1967. Das Advisory Committee on Antarctic Names benannte ihn 1966 nach Francis C. Boyer (1924–2006), Sanitäter bei der US-Navy und als Chief Petty Officer Leiter der Eights-Station im Jahr 1964.